# Heimathaus Antonius

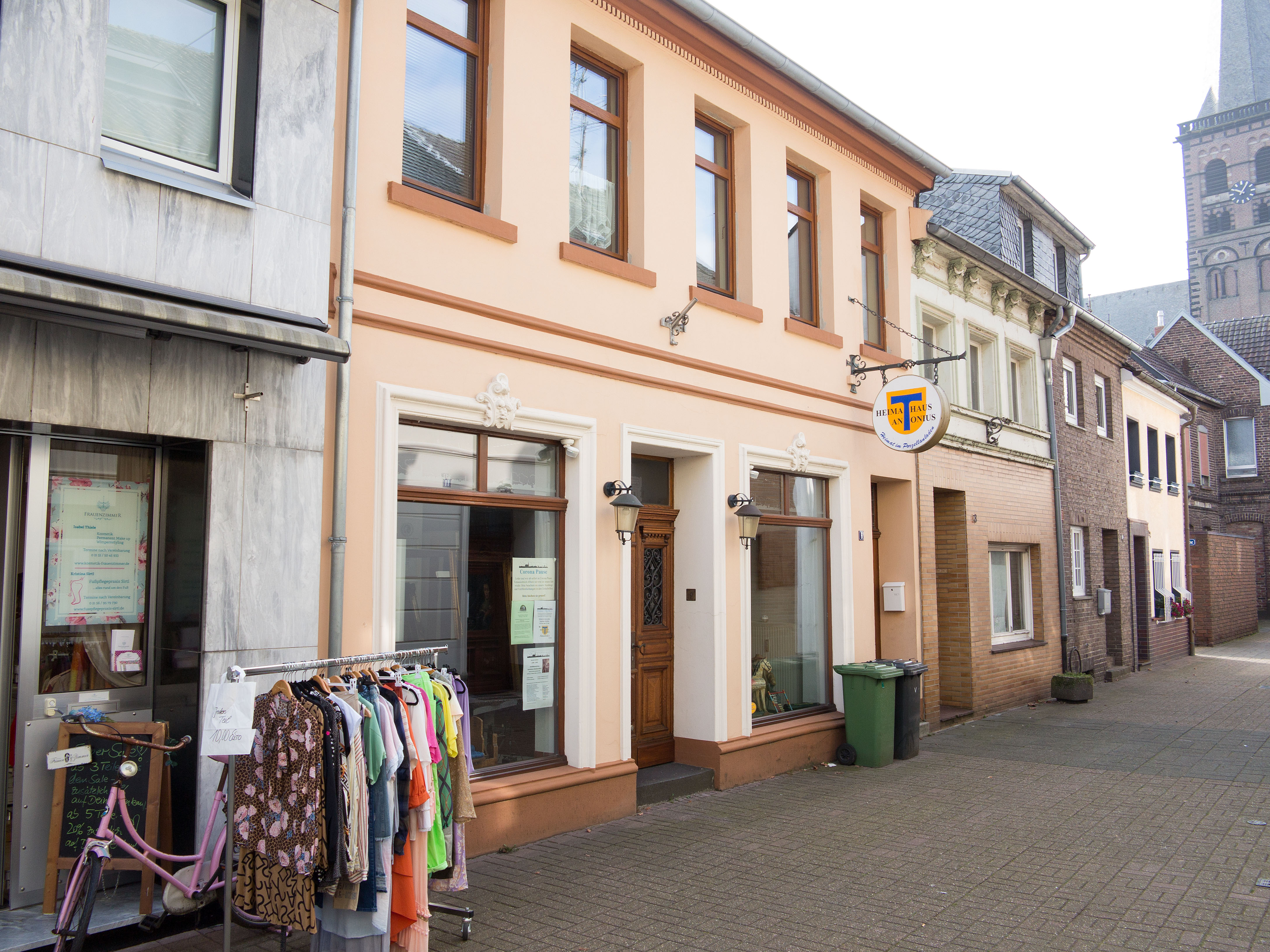
Heimathaus Antonius

Das vom Heimatbund St. Tönis 1952 e. V. betriebene Heimathaus Antonius auf der Antoniusstraße 6 in Tönisvorst (im ehemaligen Haus „Porzellan Dahmen“) wurde 2002 vom Heimatbund gekauft und nach umfangreicher Sanierung am 5. April 2008 eröffnet.

## Ausstellungsbereiche
In Raum 1 findet eine Dauerausstellung mit Gegenständen aus der Geschichte von St. Tönis statt. Hier werden unter anderem Gegenstände aus dem „Alten Haus Rixen“ (Theke, Stammtisch, Werbeartikel), ein historischer Webstuhl (ca. 1820), eine historische Schulbank sowie Devotionalien aus der St.-Töniser-Geschichte (historisches Friseurbesteck und -stuhl, Flachsbreche etc.) gezeigt.
Raum 2 wird als Veranstaltungsraum genutzt. Hier befindet sich ein 3D-Modell von St. Tönis aus dem Jahr 1963, gefertigt im Werkunterricht von Schülern der katholischen Grundschule. Zudem finden in diesem Raum Wechselausstellungen (u. a. Bilder vom Heimatmaler Heinrich Kohnen, Bilderausstellung „St. Tönis damals und heute“) und Veranstaltungen des Heimatbundes statt: zum Beispiel in Form von regelmäßigen Filmabenden („Kirchweih 1952 in St. Tönis“) oder Mundart-Veranstaltungen („Stammdösch-Vertäll“, „En Mönke voll Platt“). Auch dient der Raum für individuelle Veranstaltungen von St. Töniser Bürgern und Vereinen (u. a. Grammophon-Ausstellung, Schulklassen in St. Tönis).

## Galerie

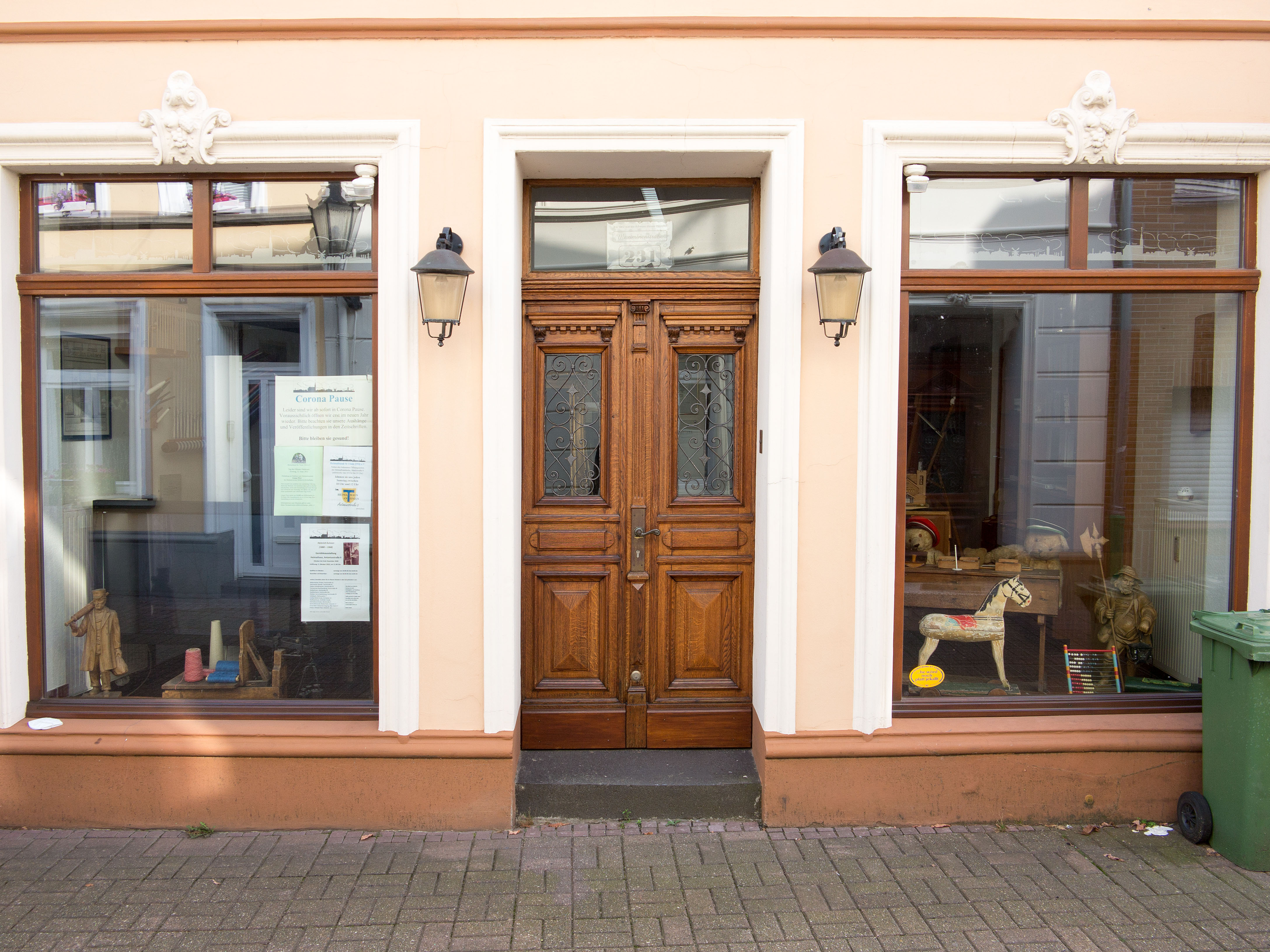
Heimathaus Antonius (Außenansicht)
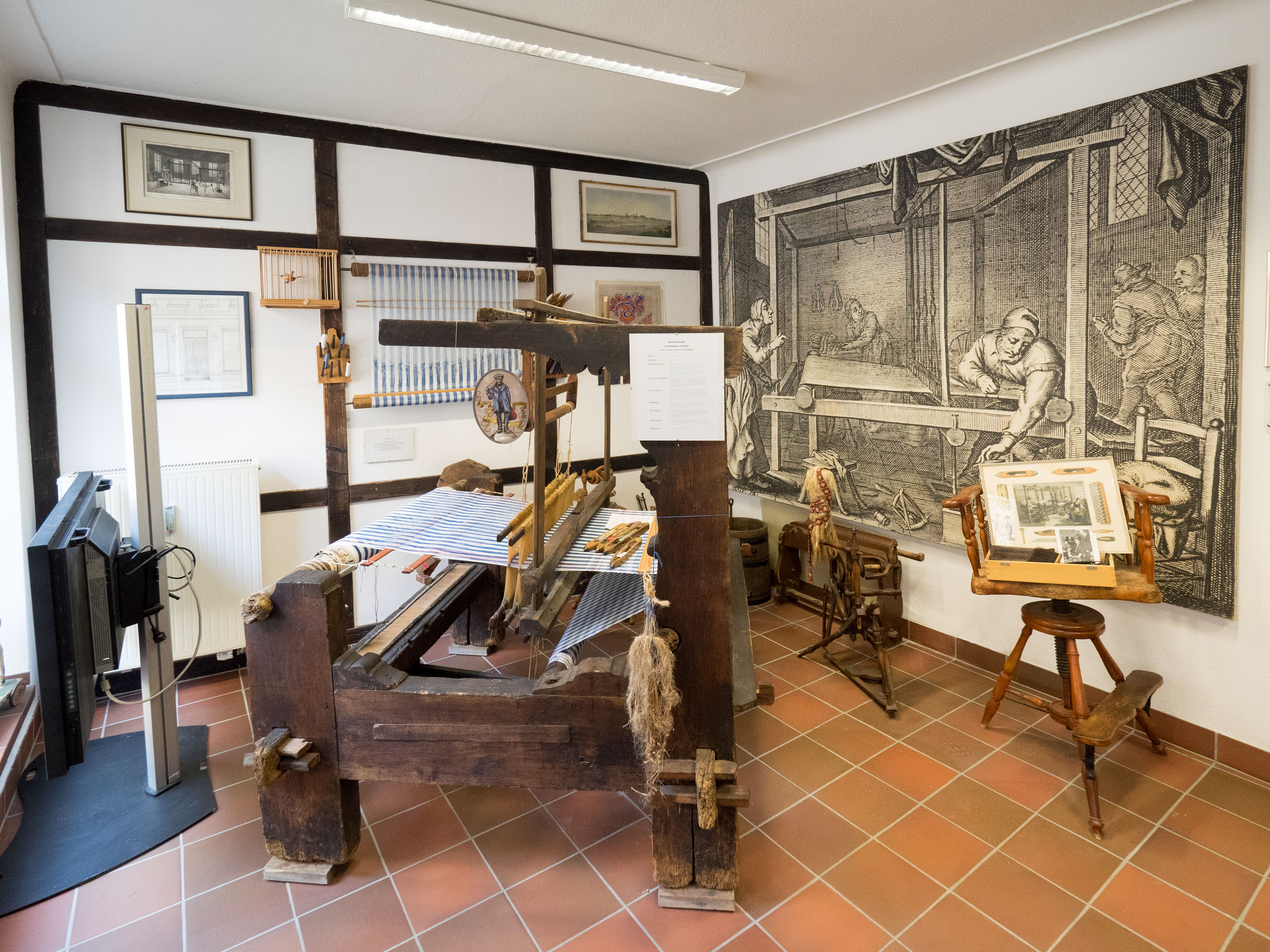
Heimathaus Antonius (Raum 1: historischer Webstuhl)
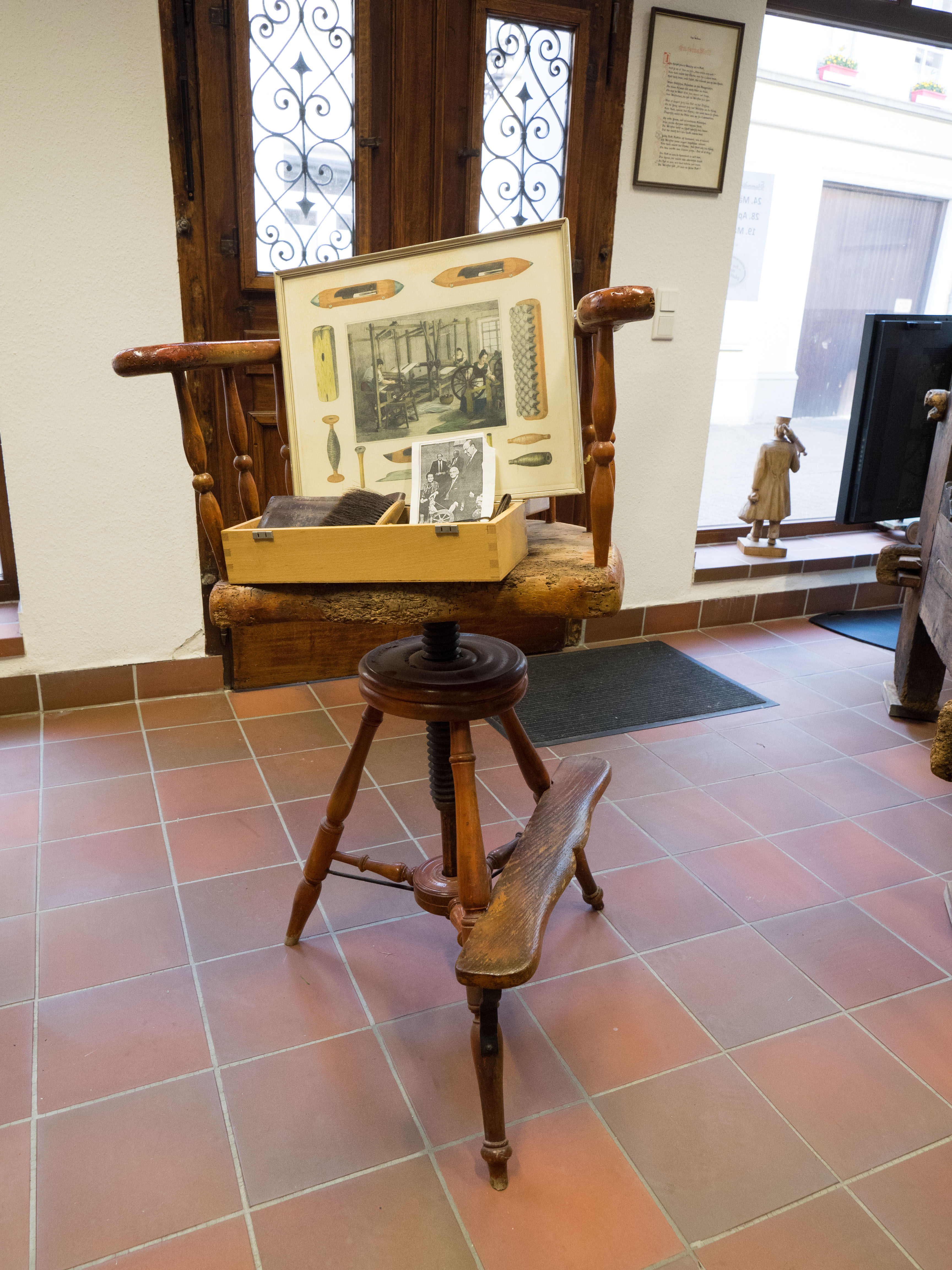
Heimathaus Antonius (Raum 1: Friseurbesteck)
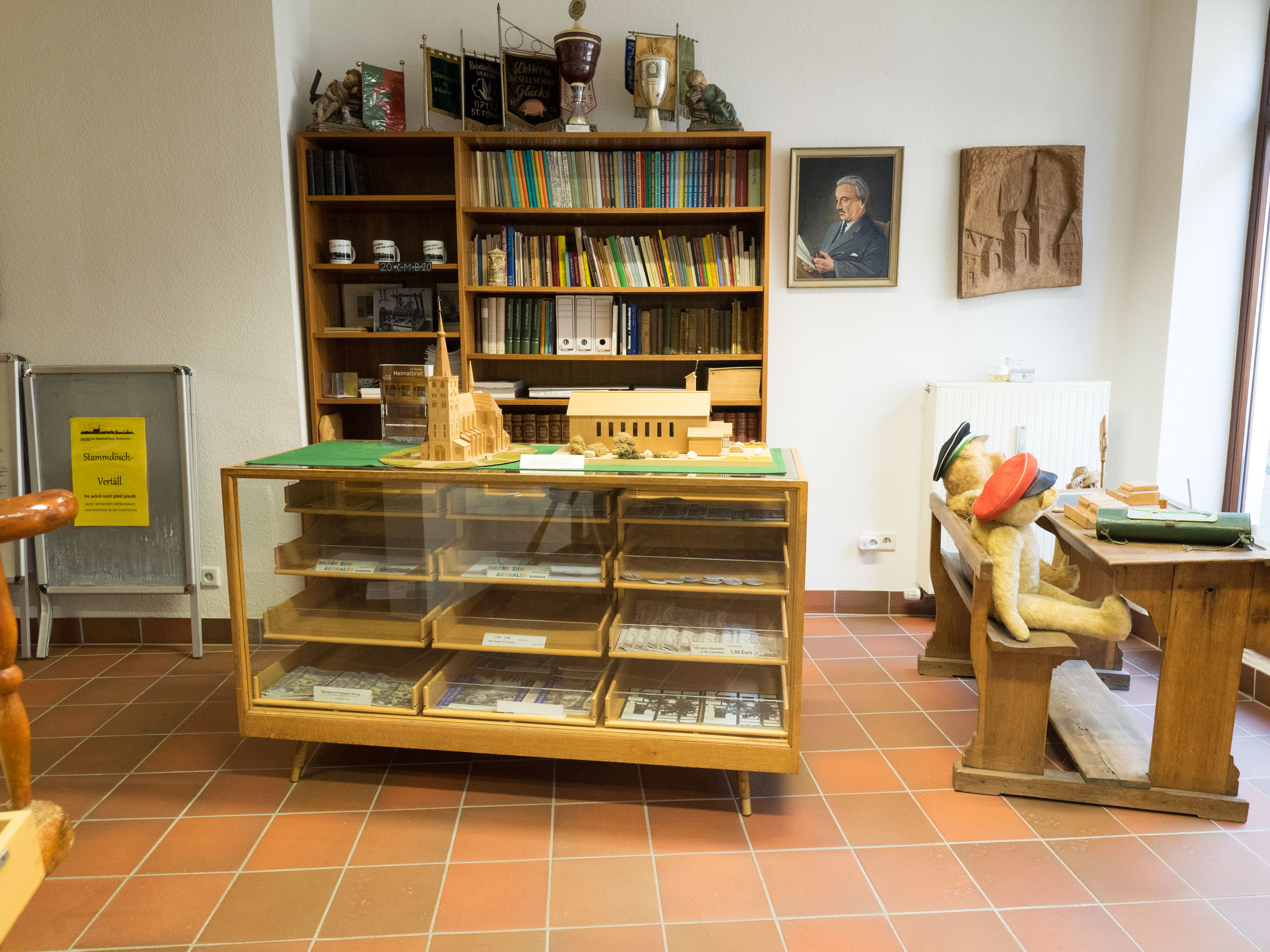
Heimathaus Antonius (Raum 1: Literatur, Schulbank etc.)
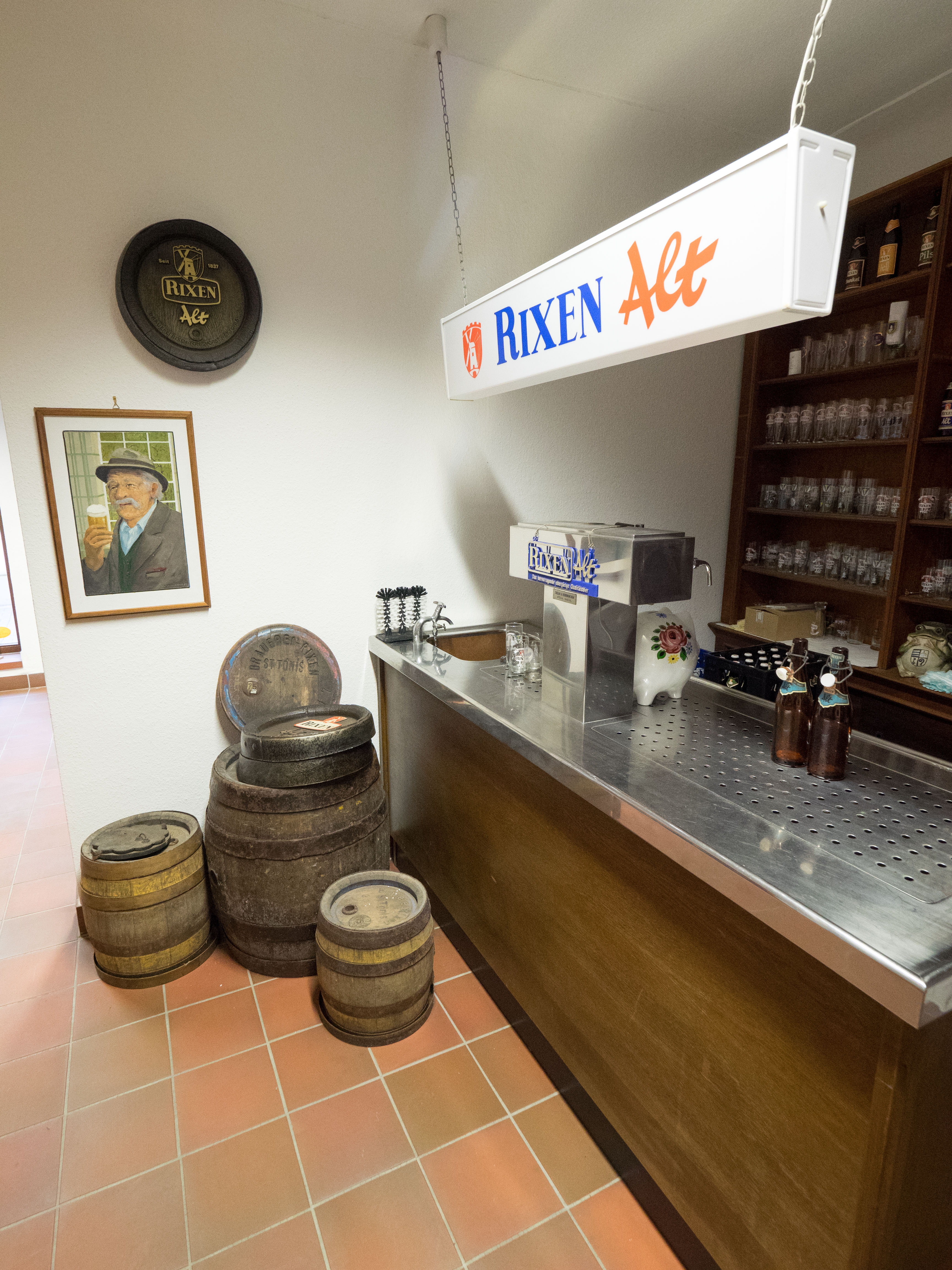
Heimathaus Antonius (Raum 1: Gegenstände aus dem „Alten Haus Rixen“)
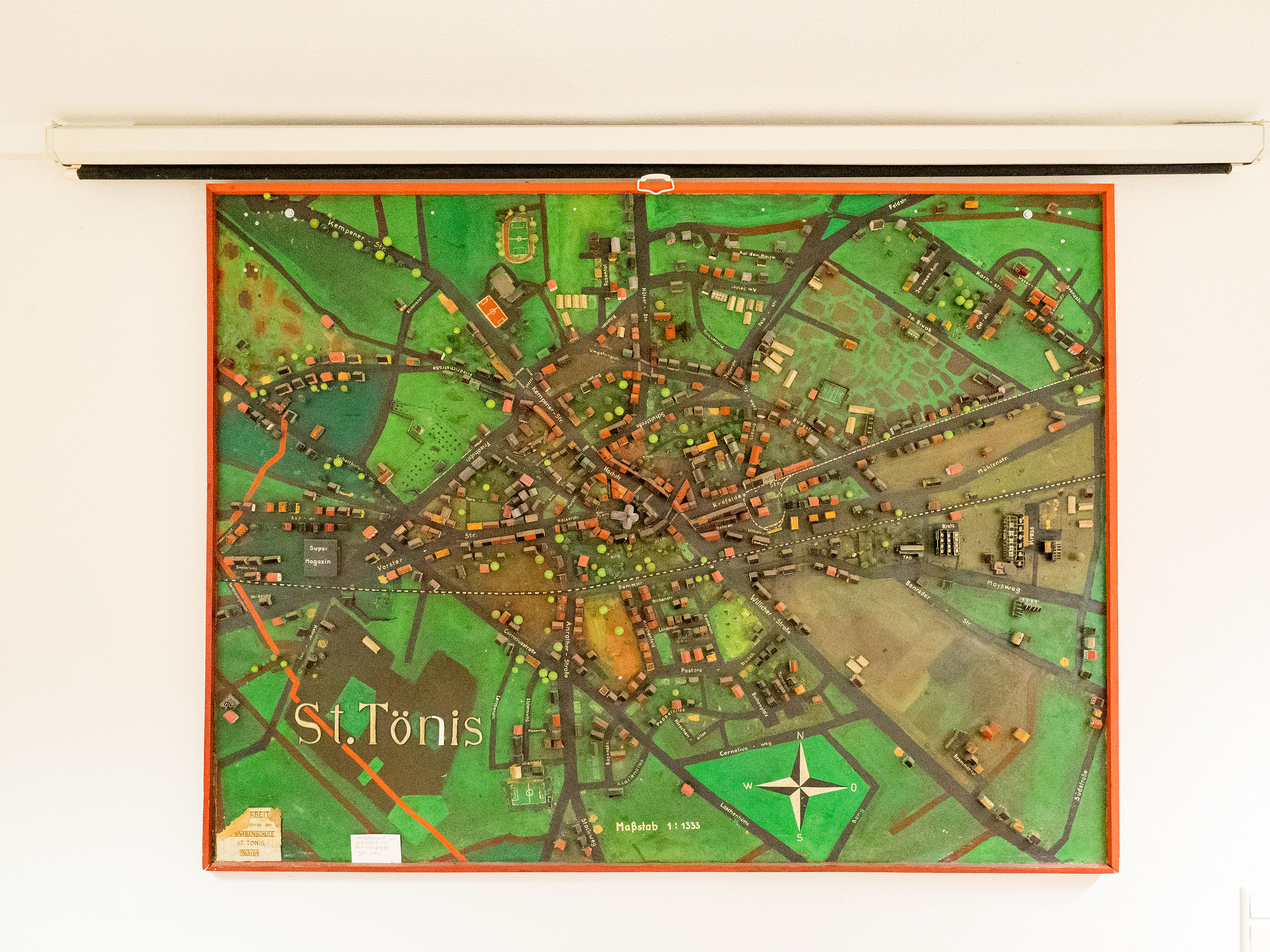
Heimathaus Antonius (Raum 2: 3D-Modell von St. Tönis aus dem Jahr 1963)

## Heimatbund St. Tönis 1952 e. V.
Der Heimatbund wurde im September 1952 gegründet und kümmert sich um den Stadtteil St. Tönis der Stadt Tönisvorst (Der Stadtteil Vorst besitzt einen eigenen Heimatverein). Er hat (Stand Februar 2022) rund 1200 Mitglieder aller Altersgruppen, davon stammen rund 700 aus St. Tönis, rund 350 aus ganz Deutschland und der Rest aus aller Welt.
Der Heimatbund hat sich folgendes zur Aufgabe gemacht: das Wecken von Heimatliebe und Heimatkenntnis, die Bewahrung von  Kulturgut, die Verschönerung des Stadtgebietes Tönisvorst durch künstlerische Gestaltung (z. B. Plastiken, Denkmäler) sowie die Aufrechterhaltung von Verbindungen mit ehemaligen St. Tönisern im In- und Ausland.
Zweimal im Jahr wird der für Mitglieder kostenlose „St. Töniser Heimatbrief“ veröffentlicht. Neben einem Internetauftritt produziert der Heimatbund regelmäßige Podcasts.
Das umfangreiche Archiv beinhaltet die Adressbücher von St. Tönis, ein großes Bilder- und Filmarchiv, das Totenzettelarchiv, ein umfangreiches Zeitungsarchiv sowie Werbeplakate zum Beispiel von Veranstaltungen, eine Sammlung von (historischen) Führungen und Heimatbriefe. Externe, Genealogen oder Heimatkundler werden bei ihrer Recherche unterstützt.